# Domingo Figarola Caneda
Domingo Figarola Caneda (L'Havana, 17 de gener de 1852 - L'Havana, 14 de març de 1926) va ser un humanista, periodista, historiador, biògraf, bibliògraf i bibliòfil cubà, i el primer director de la Biblioteca Nacional de Cuba José Martí, des de la seva creació el 1901 i fins al 1920.
Després d'estudiar a l'Institut de l'Havana on va rebre el títol de Batxiller en Arts, el 1870, en resposta al desig dels seus pares, va ingressar a la Facultat de Medicina de la Universitat de l'Havana. Els successos del 27 de novembre de 1871 van constituir un moment crucial per al jove estudiant. Ell i els seus companys de quart any van ser detinguts pels voluntaris espanyols a l'Hospital Sant Dionís des de les tres de la tarda fins a les vuit del vespre, hora en què van ser capturats els estudiants de primer curs, entre els quals es trobaven aquells que més tard van ser afusellats. Figarola va avisar les famílies d'alguns companys que encara estaven presos i els va portar queviures i roba. Després de l'afusellament dels vuit joves, l'hospital va romandre tancat per un temps i Figarola va viatjar a Pinar del Río, on vivien els seus parents. En tornar a l'Havana, va continuar els seus estudis, però aquella experiència el va impulsar per decidir-se a deixar la carrera i dedicar-se completament a la seva veritable vocació, el món de les lletres i dels llibres.
Després de deixar la carrera de medicina va decidir dedicar-se al periodisme, començant a publicar petits articles a El Ómnibus, diari local de la província de Pinar del Río. Durant la seva vida, Figarola Caneda va treballar en nombroses publicacions, diaris i revistes de l'època, que reflectien l'ambient cultural del país: fundador d'algunes, director d'altres, membre del consell de redacció de moltes, col·laborador de totes. Va fundar i va dirigir, el 1876, el diari El Mercurio. Va fundar la Revista de Cuba, va col·laborar a El País des de dins i fora de Cuba, i destacà pels seus articles sobre Plácido, pseudònim del poeta cubà Gabriel de la Concepció Valdés. En els seus diferents articles periodístics, solia publicar memòries dels seus viatges i crítiques literàries. Va escriure també per a El Autonomista Español, Ateneo i Aurora del Yumurí.
Els seus articles i treballs d'investigació van aparèixer en diverses publicacions a Cuba i a l'estranger, principalment a Espanya, Estats Units i França. Entre les quals El Mundo Literario, Boletín Comercial, La Razón, La Habana Elegante, El Almendares, La Caridad, Revista Habanera, Gaceta Musical, Revista Cubana, El Triunfo, El Trunco, Gil Blas, El Liberal, La Tarde, La Lucha, El Porvenir, Cuba y América, El Mundo, Diario de la Marina, Revista Bimestre Cubana, Social, Cuba Contemporánea, El Fígaro, Revista de la Facultad de Letras y Ciencias, La Correspondencia de Cuba, El Álbum, La Familia, La Libertad i La Legalidad. El 1883, Figarola Caneda fundà i dirigí El Argumento, una publicación dedicada al món del teatre. Caneda considerava que, en la seva tasca com a periodista, les publicacions de major importància eren La República Cubana, Revista de la Biblioteca Nacional i La Ilustración Cubana. Aquesta darrera va començar a publicar-se a Barcelona l'any 1885, amb l'objectiu de promocionar a Cuba i a Espanya, l'art i els artistes cubans. La revista La República Cubana o La République Cubaine, sota la seva direcció, s'editava a París amb un objectiu polític i patriòtic, similar a unaprolongació del diari Patria de José Martí, no només per l'objectiu que perseguia, sinó perquè Figarola representava al Partit Revolucionari Cubà a la capital francesa. Amb aquest setmanari, Caneda va fer propaganda a favor de l'Illa en les publicacions Le Monde Ilustré, L'Intermédiaire des Chercheurs et Curieux i en el Quotidien Ilustré, a París, així com a Patriote Ilustré de Bruselas. També va col·laborar amb les publicacions dels emigrats als Estats Units, com és el cas d'El Avisador Hispano Americano, diari, que, a més d'articles sobre Cuba, publicava crítiques literàries i notícies sobre Espanya i els Estats Units.
Com a historiador, Figarola Caneda va ser un dels fundadors de l'Acadèmia de la Història, el 1910, i un dels seus acadèmics numeraris. El 27 de febrer de 1912 va ser designat director de Publicacions d'aquesta institució, càrrec que va exercir impecablement fins a la seva mort. Va fer grans esforços per impulsar la publicació dels Anales de la Academia de la Historia, revista de la qual va arribar a ser, finalment, el principal redactor i director.
Com a bibliògraf, Figarola va gaudir de gran prestigi en el món de les lletres i, el 1891, va ser nomenat membre d'una comissió per escollir i enviar produccions de literats cubans a la Reial Acadèmia Espanyola amb destinació a l'Antologia de poetes hispano-americans, que compilava Menéndez Pelayo. El 1870, en el Butletín Comercia, va publicar el seu primer estudi sobre aquest tema, Catálogo de la Librería Española y Extranjera de J. M. Abraido. El 1881, a El Almendares, va publicar la seva Guía oficial de la exposición de Matanzas i la bibliografía de Andrés Bello. Durant la seva estada a París va estudiar l'organització de la Biblioteca Nacional d'aquest país interessamt-se pel tema de la bibliografia, amb nombrosos apunts i fragments de llibres i articles sobre el tema, tant en espanyol com en francès. Aquestes notes també inclouen indicacions sobre com confeccionar fitxes catalogràfiques, amb èmfasi en els incunables. Indica, a més, l'obligació del bibliotecari de realitzar inventaris que especifiquin totes les particularitats dels exemplars descrits.
Un altre important catàleg que va confeccionar, en aquest cas a comanda de Gonzalo de Quesada i Aróstegui, va ser Cuba, Exposition Universelle Informationnelle de 1900 à Paris, on es descrivien totes les obres que l'Illa havia portat a aquesta exposició. El 1910, va aparèixer la segona edició de la Cartografia cubana del British Museum, important catàleg corregit i ampliat del publicat el 1901 a la Bibliografia cubana del British Museum. També va treballar en les Memorias inéditas de l'Avellaneda, en commemoració del seu centenari el 1914, i amb la Bibliografía de la Condesa de Merlín, les dues publicades post mortem, per la seva vidua. Altres de les conegudes bibliografies, compilades per Caneda, van ser dedicades a les figures dels seus amics, entre elles sobresurten les de José de la Luz Caballero y de Enrique Piñeyro. Tant aquestes, com altres, d'eminents figures de la cultura cubana presenten un alt valor històric, igual que el Diccionario de seudónimos, obra de gran ajuda per als historiògrafs i historiadors, en la qual Figarola recull els pseudònims de reconegudes personalitats i brinda, a més, dades precises de les seves vides. Les bibliografies de Caneda són de gran qualitat perquè recorren no només l'obra literària de la figura en qüestió, sinó també altres aspectes com els seus registres gràfics, documents que complementen la bibliografia de la personalitat i, fins i tot, literatura passiva, sempre en dependència de l'abast de l'estudi plantejat pel seu autor. A causa de la seva consagració al tema bibliogràfic i l'encert del seu treball, les bibliografies de Figarola Caneda van tenir gran acceptació entre els intel·lectuals i coneixedors del particular.
L'amor pels llibres va convertir a Figarola Caneda en un dels més notables bibliòfils de l'època. Va dedicar tota la seva vida a col·leccionar llibres i a crear la seva pròpia biblioteca. Després de la mort de Caneda, el degà de la Facultat de Lletres i Ciències, Juan M. Dihigo, li va escriure al rector de la Universitat de l'Havana per sol·licitar-li l'adquisició d'aquesta col·lecció per a la biblioteca de la universitat pel seu important valor cultural i històric. El seu amor pels llibres diumenge Figarola Caneda ho va poder desenvolupar a plenitud en ser designat com el director de la Biblioteca Nacional.